# Galitzkya spathulata
Galitzkya spathulata är en korsblommig växtart som först beskrevs av Christian Friedrich Stephan, och fick sitt nu gällande namn av Vera Viktorovna Botschantzeva. Galitzkya spathulata ingår i släktet Galitzkya och familjen korsblommiga växter. Inga underarter finns listade i Catalogue of Life.

## Bildgalleri

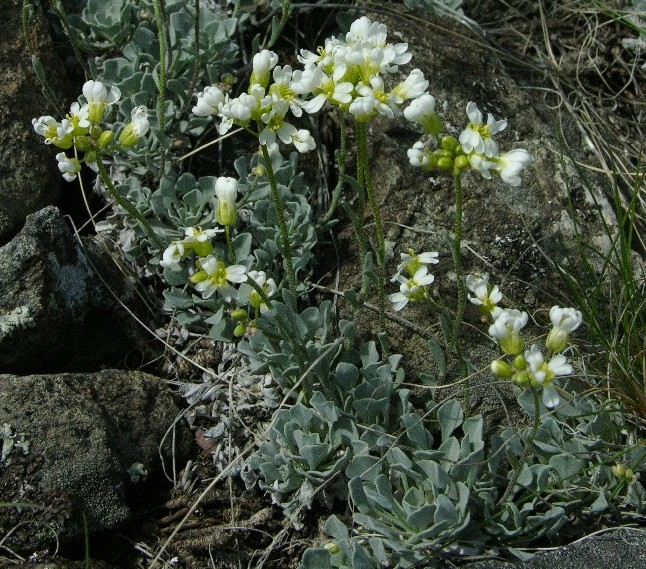